# Juan Felipe Rodríguez
Pour les articles homonymes, voir Juan Rodríguez et Rodríguez.
Rodríguez  Contreras est un nom espagnol. Le premier nom de famille, en général paternel, est Rodríguez ; le second, en général maternel, souvent omis, est Contreras.
Juan Felipe Rodríguez Contreras, né le 5 novembre 2003 à Tenjo, est un coureur cycliste colombien. Il est membre de l'équipe continentale Sistecrédito.

## Biographie
Juan Felipe Rodríguez est originaire de Tenjo, une localité située dans le département de Cundinamarca,. Durant sa jeunesse, il pratique d'abord le football puis le basket-ball, avant de passer au cyclisme. Il est formé au sein de l'Instituto de Deportes de Tenjo, dirigé par Javier Bernal. 
Bon grimpeur, il se distingue sur l'édition 2022 de la Vuelta al Tolima en terminant cinquième et meilleur jeune, face aux élites. Il intègre ensuite l'équipe continentale Pío Rico-Alcaldía La Vega en 2023. Avec cette formation, il s'impose sur une épreuve brésilienne inscrite au calendrier de l'UCI America Tour. Il obtient par ailleurs de bons résultats dans des courses par étapes disputées sur le territoire bolivien. 
Après une saison 2024 un peu plus discrète, il intègre la formation Sistecrédito en 2025. Il effectue sa reprise sur ses championnats nationaux, où il prend la sixième place de la course en ligne U23. Au mois de mai, il remporte la version espoir du Tour de Colombie,. Dans les semaines qui suivent, il participe à ses premières courses européennes. Aligné sur la Ronde de l'Isard, il se fait remarquer en remportant une étape et en terminant troisième du classement général. Il se classe également seizième de l'Andorra MoraBanc Clàssica, face à de nombreux professionnels. 

## Palmarès et résultats

### Par année
- 2023
  - Grande Prémio de Santa Catarina
- 2025
  - Vuelta de la Juventud Colombiana
  - 4e étape de la Ronde de l'Isard
  - 3e de la Ronde de l'Isard

### Classements mondiaux
| Année           | 2023 |
| --------------- | ---- |
| UCI Europe Tour | 174e |